# Ryang Chun-hwa
Ryang Chun-hwa (Pyongyang, 12 giugno 1991) è una sollevatrice nordcoreana, vincitrice della medaglia di bronzo a Londra 2012.

## Palmarès
- Giochi olimpici

2012 - Londra: bronzo nella categoria fino a 48 kg.
- Campionati mondiali di sollevamento pesi

2013 - Breslavia: argento nella categoria fino a 48 Kg.
- Campionati asiatici di sollevamento pesi

2013 - Astana: oro nella categoria fino a 48 Kg.
- Universiadi

2011 - Shenzen: argento nella categoria fino a 48 Kg.